# Torpedo
En torpedo er et selv-fremdrevet projektil som opererer under vandet og som er designet til at detonere ved kontakt eller passage af et mål. Torpedoer affyres traditionelt fra undervandsbåde, men kan også nedkastes fra flyvemaskiner eller afskydes fra krigsskibe og kystforter. Moderne torpedoer kan enten programmeres til at sejle en bestemt rute, kan være akustisk selvsøgende mod skruestøj eller være trådstyrede. Navnet er taget fra en fiskeart, der lammer sit bytte.

## Navn
Elektriske rokker udgør ordenen Torpediniformes, hvis stød virker lammende. Torpere (latin) betyder "at være stiv" eller "at være følelsesløs". Våbnet torpedo er opkaldt efter fiskeslægten Torpedo da våbnet "lammer" et skib. Sammenknytningen mellem våbnet og fisken blev foretaget første gang af den amerikanske opfinder Robert Fulton. Han byggede undervandsbåden Nautilus til franskmændene i 1800 og med ombord havde han en krudtladning, der blev fastgjort til et tov og trukket gennem vandet. Dette flydende våben kaldte han en torpedo og han demonstrerede dets effektivitet ved at sænke en 12 meter lang kutter i august 1801.

## Tidlige "torpedoer"
Robert Fulton døde i 1815, men ideen om at sænke skibe med sprængladninger levede videre, og våbenfabrikanten Samuel Colt, der havde problemer med at afsætte sine revolvere, udviklede en "torpedo" i 1842. Den blev bragt til eksplosion med en elektrisk impuls og kan betegnes som et tidligt eksempel på en observationsmine eller kabelmine. Nogle af de amerikanske politikere, der skulle købe det nye våben, betegnede det som en "ukristelig tingest" og ville ikke have noget med det at gøre. Da revolversalget begyndte at tage fart, mistede Colt interessen for projektet. Et andet tidligt eksempel kom under Krimkrigen, hvor den russiske professor Jacobi udviklede en udgave af hornminen. Hornene var glasbeholdere med en kemisk forbindelse, og når et af glassene blev slået i stykker, blev minens sprængladning antændt. Minerne blev brugt mod de britiske skibe, der opererede ud for Kronstadt, men selv om de virkede og sprang i luften, var de ikke kraftige nok til at sænke de involverede skibe.
Under den amerikanske borgerkrig blev udtrykket "torpedo" almindeligt kendt, og det hentydede typisk til det, man i dag vil kalde en sømine. Minerne bestod af sprængladninger samt et luftfyldt kammer, så de kunne flyde i overfladen eller tøjres, så de lå i en passende dybde. De var ofte primitive og kunne eksplodere ved den mindste påvirkning. Ud over eksplosion ved direkte kontakt, var der også eksempler på miner med tidsstyring og miner, der blev udløst elektrisk (som i Colts udgave). Under borgerkrigen så man også eksempler på, at sprængladninger blev anvendt offensivt, i form af stangtorpedoer. Et af de mest spektakulære angreb med stangtorpedoer under borgerkrigen var, da Konføderationens undervandsbåd H. L. Hunley angreb og sænkede Unionens USS Housatonic. Som i så mange andre tilfælde var denne anvendelse af stangtorpedoen lige så farlig for angriberen som for den angrebne: HL Hunley sank også.

## Den selvbevægelige torpedo
Man kan identificere fem vigtige opfindere/udviklere i den selvbevægelige torpedos tidlige historie:
- Robert Whitehead, der udviklede den første brugbare selvbevægelige torpedo, drevet af trykluft.
- Royal Laboratory i Storbritannien, der forbedrede Whiteheads design.
- Louis Schartzkopff, der kopierede og videreudviklede Whiteheads koncept.
- John Howell, hvis torpedo blev drevet af energi fra et svinghjul.
- Louis Brennan, der brugte roterende kabeltromler, og som tillige gjorde sine torpedoer styrbare.

Ud over de nævnte, var en lang række opfindere/ingeniører/charlataner på banen i de tre tiår efter 1860, hvilket de forskellige landes patentkontorer kan bevidne. Blandt de mest omtalte projekter var amerikaneren John Lays massive, styrbare torpedoer. De lykkedes ham at få solgt nogle eksemplarer til Peru, og de viste sig at være aldeles upålidelige. Den højt respekterede svenske opfinder John Ericsson havde flere projekter i 1870'erne og 1880'erne, men ingen af dem resulterede i praktisk anvendelige torpedoer. En anden af tidens opfindere var amerikaneren Hiram Berdan, hvis komplicerede styrbare torpedo, drevet af en form for gasturbine, blev afprøvet af U.S. Navy, der imidlertid takkede pænt nej til hans våben. Den svenske våbenfabrikant og opfinder Thorsten Nordenfelt fik i 1883 patent i Storbritannien på en ny type torpedo, der var speciel, fordi den anvendte elektricitet til fremdrift. Nordenfelt byggede efterfølgende mindst ét eksemplar af dette våben, med en diameter på 73 cm (29 tommer). Nordenfeldts torpedo var langt større end Whiteheads model, men det var nødvendigt, fordi den skulle have plads til 108 batterier, der drev en Siemens motor på 18 HK. Dette våben slog heller ikke an, og den elektriske torpedo fik først praktisk betydning, da tyske videnskabsmænd i 1930'erne udviklede G7e-torpedoen til Kriegsmarine.

### Robert Whitehead
Englænderen Robert Whitehead var direktør for maskinfabrikken Stabilimento Tecnico Fiumano (STF) i Fiume (dengang i Østrig, nu i Kroatien), da han kom i kontakt med Giovanni de Luppis (1813-1875), der var kommandørkaptajn (Fregattenkapitän) i den østrigske flåde. Luppis var omkring 1860 begyndt at eksperimentere med en flydende, styrbar sprængladning med et fjederdrevet maskineri, og han byggede en model af træ, forsynet med en perkussionslås i stævnen, der skulle antænde en sprængladning. Styringen foregik fra land ved hjælp af et snoresytem. Luppis demonstrerede sin model - døbt Der Küstenbrander ("Kystbrandskibet") - i Wien for flådeledelsen, men blev afvist. Man anså hans opfindelse for ubrugelig, især på grund af styringen og det primitive maskineri. Selve ideen om en bevægelig sprængladning blev ikke afvist, men flådeledelsen gav Luppis det råd at komme i kontakt med en ingeniør. Luppis blev overført til reserven i 1861 og arbejdede videre med sin ide, og i 1864 mødtes han med Whitehead og præsenterede sin model. På STF byggede man så en udgave i fuld størrelse og afprøvede den ved værftet. Robert Whitehead nåede imidlertid til samme konklusion som flådeledelsen, nemlig at "kystbrandskibet" var for langsomt, for sårbart og for besværligt at styre, og han valgte at videreudvikle ideen efter helt andre principper. Det skal bemærkes, at der i de østrigske kilder gøres en del mere ud af Luppis' medvirken til udviklingen af torpedoen, hvorimod Whiteheads biograf, Edwyn Gray, hurtigt skriver ham ud af historien. Whitehead var klar over, at skibe var mest sårbare under vandlinjen, og han ønskede derfor at skabe en udgave af sit våben, der bevægede sig under havoverfladen. På den måde ville det både være farligere, sværere at opdage, og dermed også mindre sårbart. Som drivmiddel valgte han komprimeret luft, og han forkastede den besværlige snorestyring og konstruerede i stedet et affyringsapparat, som kunne bruges til at sigte efter målet. Ideen var let nok at forklare, men de tekniske udfordringer var voldsomme.
Whiteheads største udfordring var at få sin torpedo til at gå i en bestemt dybde, og først i 1868 lykkedes det ham at løse problemet. Løsningen var at forsyne våbnet med et "hemmeligt kammer", hvor en ventil målte vandtrykket. En fjederbelastet plade holdt vandtrykket, og dermed dybden, konstant, og nu var torpedoen omsider driftssikker. Whitehead skrev kontrakt med den østrig-ungarske flåde om levering af det nye undervandsvåben, og det fremgik af kontrakten, at han også havde lov til at sælge sin opfindelse til anden side. De følgende år arbejdede Whitehead dels på at forbedre torpedoen, dels på at sælge den til forskellige andre landes regeringer. Royal Navy - verdens største flåde på det tidspunkt - var det naturlige sted at fortsætte, og i august 1869 besøgte tre britiske officerer Fiume og fik demonstreret torpedoen. De rapporterede positivt til London, men chefen for flådens minevæsen, commander John Fisher, valgte i stedet at anbefale indkøb af Harveys slæbetorpedoer. Højere oppe i den britiske flådeledelse var der imidlertid større interesse for torpedoen, og Whitehead blev inviteret til England for at demonstrere sit våben. Kanonbåden HMS Oberon fik installeret et affyringsapparat i stævnen, og den gamle fregat HMS Aigle fra 1801 - siden 1853 flydende kullager - blev slæbt ud i Medway-flodens udløb som målskib. Aigle fik påsat et net midtskibs til at opfange torpedoerne, men en af Whiteheads 16 tommers modeller blev sendt afsted i en lidt skrå vinkel, og den ramte det gamle krigsskib i forskibet og sendte det til havets bund. HMS Aigle blev på den måde i oktober 1870 det første skib, der blev sænket af en Whitehead torpedo. I april 1871 købte den britiske regering rettighederne til torpedoen og året efter fulgte Frankrig trop. Hans oprindelige arbejdsplads, Stabilimento Tecnico Fiumano, gik fallit i 1873, og Whitehead benyttede anledningen til at købe fabriksgrunden og stifte sit eget selskab, Silurificio Whitehead. I 1873 indgik han også kontrakter med Tyskland og Italien. Danmark, Norge og Sverige skrev kontrakt i 1875 og fik lov til at dele licensomkostningerne mellem sig. I 1876 fulgte Rusland og Tyrkiet og i 1877 Portugal. I 1881 kunne fabrikken i Fiume tælle sammen, at der i alt var leveret 1.456 torpedoer til forskellige lande: Storbritannien 254, Rusland 250, Frankrig 218, Tyskland 203, Østrig-Ungarn 100, Danmark 83, Italien 70, Grækenland 70, Portugal 50, Argentina 40, Nederlandene 40 og Chile, Norge og Sverige tilsammen 78. I 1880'erne var der voldsom efterspørgsel på torpedoer, og det kneb for fabrikken i Fiume at følge med, så i 1890 åbnede Whitehead en fabrik i Weymouth i England, og den blev omkring 1900 fulgt af en fabrik i St. Tropez i Frankrig, og i 1913 af en fabrik i Napoli i Italien. Foruden disse fabrikker, havde en række lande ret til selv at licensproducere torpedoer, og Whitehead indarbejdede nogle af de fremskridt, som især Royal Laboratories i England opnåede. Den amerikanske flåde afprøvede i 1870'erne og 1880'erne en række alternative torpedotyper, og først i 1891 fik firmaet Bliss & Williams licens på at bygge Whiteheads torpedoer, og blev leverandør til U.S. Navy. Whiteheads vigtigste produktudvikling i denne periode kom i 1896, da firmaet købte Ludwig Obry's patent på gyroskopet og dermed blev i stand til at gøre torpedoen træfsikker på distancer over 1.000 m.
Da 1. verdenskrig brød ud, kom Whiteheads fabrikker til at ligge i lande, der førte krig mod hinanden, og de blev i praksis underlagt deres respektive hjemlandes regeringer. Efter krigen fortsatte fabrikken i England med at producere "Whitehead" torpedoer, men Whitehead-familien blev købt ud af firmaet. I den italienske gren produceres stadig torpedoer med navnet Whitehead, men nu med rent italiensk ejerskab.

### Royal Laboratory
Da Storbritannien i 1871 købte rettighederne til at fremstille Whiteheads torpedoer, blev opgaven lagt i Royal Laboratory, der var en selvstændig ammunitionsfabrik, beliggende i Woolwich, som en del af komplekset Royal Arsenal. På Royal Laboratory nøjedes man ikke bare med at konstruere efter Whiteheads tegninger, men arbejdede videre med egne ideer. Ingeniøren Robert Wilson (1803-1882) "lånte" John Ericssons patent (fra 1836) på kontra-roterende skruer, og afprøvede ideen på en ombygget Whitehead torpedo i november 1874. Hastigheden voksede fra 10.2 til 12.3 knob og retningsstabiliteten blev væsentligt forbedret. Robert Whitehall fik lov til at bruge dobbeltskrue-systemet i sine torpedoer fra 1876, og Royal Laboratory introducerede en tilsvarende model, RL 14" MK I* og den forbedrede RL 14" Mk II samme år.
I 1883 gennemførte Edmund Froude, hvis ingeniørfirma arbejdede for Royal Navy, en række afprøvninger med torpedomodeller i sit forsøgsbassin. På basis heraf kunne han konstatere, at en udformning med rundet næseparti gav en hastighedsfordel på omkring en knob i forhold til de gængse, spidse cigarformede modeller. Denne skrogform havde også den fordel, at der blev plads til mere sprængstof i torpedoens næse. Froudes udformning blev brugt i Whiteheads Fiume 18" Mk I i 1890 og i modellen fra Woolwich, der blev introduceret samme år. Ansvaret for Royal Navys torpedoproduktion blev i slutningen af 1880'erne gradvist flyttet fra Royal Laboratory til Royal Gun Factory (begge lå i Woolwich), så den nye torpedo kom til at hedde RGF 18" Mk I, og i 1893 fik Royal Gun Factory det fulde ansvar for produktionen.
Et ekstra trin i udviklingen af torpedoen kom i 1901, da en ansat i Woolwich observerede, at en torpedo, hvis trykluftsbeholder var blevet opvarmet af varmt havvand, bevægede sig en halv knob hurtigere end normalt. Opdagelsen blev fulgt op i form af varmesystemer i torpedoerne, indført i Fiume og Woolwich i 1907 og 1909.

### Louis Schartzkopff
Tyskland havde som nævnt købt torpedoer af Whitehead i 1873, og flådeledelsen gav ingeniøren Louis Schwartzkopff, der var direktør for Berliner Maschinenbau AG, adgang til at skille en torpedo ad og fremstille sin egen udgave. Schwartzkopffs torpedo var klar i 1876. Den mindede selvsagt uhyre meget om Whiteheads udgave, men med den vigtige forskel, at den var fremstillet i en metallegering, firmaet kaldte "fosforbronze", i stedet for stål. Det var vigtigt, fordi datidens torpedoer tilbragte en del timer i havet under prøveskydninger, og prøveskydningerne var nødvendige, så man kunne være sikker på, at hver torpedo havde sit ror indstillet, så den styrede lige frem. Ståltorpedoerne rustede efter en serie afprøvninger, men det gjorde Schwartzkopffs torpedoer ikke, og derfor forlangte han 450 £ stykket, mod Whiteheads daværende pris på 320 £. Schartzkopffs torpedo solgte godt, og selv Royal Navy købte et antal eksemplarer i 1880'erne, da det kneb med at få torpedoer nok fra andre leverandører. Gray nævner, at Louis Schwartzkopff var én af kun tre opfindere/udviklere af torpedoer, der rent faktisk blev velhavende på ideen - de to andre var Whitehead og Louis Brennan.
I 1891 overtog den tyske flåde selv ansvaret for udvikling af sine torpedoer, og det kom til at foregå i Torpedo Werkstatte. Her blev der eksperimenteret med at gøre torpedoerne større og mere effektive, og et af resultaterne var G7-torpedoen fra 1906 med en diameter på 50 cm. Den blev produceret i stort antal på Berliner Maschinenbau AG.

### John Howell
John Howell var søofficer, med rang af Lieutenant Commander i U.S. Navy, da han i juni 1870 fremsendte et forlag til et nyt våben Bureau of Ordnance i USA, baseret på fremdrift med et svinghjul. Amerikanske søofficerer havde besøgt Fiume i 1869 og set Whiteheads torpedo, men Howells udgave havde den fordel, at den ikke udskød den sky af bobler, der gjorde det muligt at følge banen på en Whitehead torpedo. Han fik midler til at bygge en model af sit våben, og da det blev ret køligt modtaget, byggede han for egen regning et våben i fuld størrelse i 1871. Svinghjulet i Howells torpedo blev aktiveret lige før affyringen, og nåede typisk op på 10.000 omdrejninger per minut. Et særligt pendulsystem sikrede, at torpedoen holdt sin kurs. Howells arbejde med torpedoer var en udpræget bibeskæftigelse, og det gik helt i stå, når han var udkommanderet på flådens skibe. I 1885 tog han patent på en forbedret udgave af sin torpedo, og endelig i 1889 bestilte U.S. Navy 50 eksemplarer, der blev bygget på Hotchkiss' fabrikker i USA. De blev leveret i 1890, men fra 1893 fik Howell konkurrence fra licensproducerede Whitehead torpedoer, og flåden gik efterhånden over til denne model. Det sidste skib, der fik installeret Howells torpedoer, var USS Iowa i 1903.

### Louis Brennan
Brennan var født i Castlebar i Irland i 1852 og kom i 1861 med sine forældre til Australien. I 1875 fik han sit første patent på en torpedo, drevet af tynde wirer, der fra land blev afrullet to tromler i torpedoen. De to tromler drev hver sin skrue, og ved at justere hastigheden af trækket på land, kunne man regulere torpedoens kurs. I 1879 demonstrerede han torpedoen Hobsons Bay i delstaten Victoria i Australien, blandt andet i overværelse af statens guvernør. Han manglede penge til videre udvikling og fik derfor kun delvist ejerskab af Brennan Torpedo Company, der blev stiftet i 1880. I 1881 var han i Storbritannien og fremviste sin torpedo for Royal Navy, der imidlertid ikke var imponeret. Den britiske hær, som havde ansvaret for kystbefæstningerne, kunne imidlertid se muligheder i hans våben, og det endte med, at Brennan Torpedo Company i 1883 indgik kontrakt med den britiske regering. Efter at torpedoen var blevet forbedret, indgik Brennan i 1887 en ny kontrakt på det (dengang) imponerende beløb 110.000 £ - der også omfattede eneret på brugen og hemmeligstempling af konstruktionspapirerne - og Brennans torpedoer blev rygraden i kystforsvaret frem til 1906. I årene 1884-1894 blev der bygget otte søforter med torpedobevæbning, heraf to på Malta og ét i Hongkong.

## Fremdriftsformer
Der har været udvist stor opfindsomhed med hensyn til fremdriften af torpedoer, og de væsentligste energikilder er nævnt herunder:

### Komprimeret luft
Whiteheads torpedo fra 1866 brugte som nævnt komprimeret luft til fremdrift, og denne energikilde var næsten enerådende helt frem til 2. verdenskrig, hvor andre alternativer begyndte at dukke op. Effektiviteten af systemet blev forbedret i 1907, da Whitehead på basis af erfaringer fra Royal Navy indførte varmesystemer til luften i Fiume 18" Mk 3H, og andre producenter fulgte hurtigt trop.

### Kabeltræk
Louis Brennans styrbare torpedo anvendte et landbaseret kabeltræk til fremdrift. Gray vurderer, at systemet på den tid alt i alt var bedre end Whiteheads til kystforsvarsbrug.

### Svinghjul
Blev som nævnt anvendt i U.S.Navy fra 1890 i form af Howells torpedo. Svinghjulet gjorde, at den ikke var sporbar, men men gav til gengæld begrænset rækkevidde.

### Elektricitet
Et tidligt eksempel var Sims stybare torpedo, der blev udviklet fra 1881. Den var drevet af en transformator på land, som via en ledning sendte strøm til torpedoens Siemens motor. Sims torpedo havde problemer med dybdestyringen og var derfor koblet til en flåde i vandoverfladen, hvilket gjorde hele arrangementet uhåndterligt og sårbart. Nordenfeldts torpedo blev som nævnt heller ingen succes, idet dens batterier var alt for pladskrævende. I 1930'erne var der imidlertid sket så meget på batterifronten, at de tyske ingeniører kunne presse 950 ampere ud af de 26 battericeller, der kunne være i en standard G7 torpedo. G7e var aktiv fra 1939. Dens rækkevidde var kortere og dens fart lavere end den normale G7, men den var næsten umulig at spore i vandet. Desværre var anslagsmekanismen upålidelig, og først da den forbedrede T3-model kom i 1942, blev den elektriske torpedo et vellykket våben. Nogle af de tyske G7e torpedoer drev i land i USA i 1942 og Westinghouse fik til opgave at bygge en amerikansk version, Mark 18. Den kom i tjeneste i 1943, og der blev bygget 9.000 eksemplarer til de amerikanske ubåde, som sænkede over 1.000.000 ton japanske skibe med dem.

### Komprimeret ilt
I Japan eksperimenterede man i 1920'erne med at udnytte den ekstra energi, der kunne hentes fra komprimeret ilt (i stedet for komprimeret luft). Den rene ilt var i mange tilfælde sprængfarlig i kontakten med andre stoffer, men den japanske flådes teknikere konstruerede en torpedo, hvor et lille kammer med komprimeret luft styrede antændingen på normal vis, hvorefter et større kammer med ilt overtog fremdriften. Som basis brugte man den 61 cm torpedo, der egentlig var blevet ulovlig ved Washington-konferencen i 1922 (der satte en grænse på 53 cm for torpedoer), og hele udviklingen foregik af samme grund i største hemmelighed. Den iltdrevne torpedo var klar i 1933 (år 2593 i den japanske kalender) og fik betegnelsen Type 93. Fra 1935 blev den taget i brug på flådens skibe og dens enestående hastighed, rækkevidde og sprængkraft gjorde den til et frygtet våben under 2. verdenskrig.

### Flydende iltforbindelser
I USA blev der også eksperimenteret med ilt som fremdriftsmiddel, men fra 1929 udvidede man eksperimenterne til at omfatte forskellige iltforbindelser og i 1934 besluttede Naval Research Laboratory at brintoverilte (H2O2) i koncentreret form (H2O2O) skulle være basis for forsøgene. Udviklingen tog først fart, da effekten af de japanske model 93 torpedoer blev kendt. Produktionen af drivmidlet - som amerikanerne kaldte Navol - var imidlertid en flaskehals, og selv om der blev produceret 970 torpedoer (Mark 16 og Mark 17) inden 2. verdenskrigs afslutning, nåede de ikke at blive anvendt i aktiv tjeneste under krigen.

### Fast brændstof
Som alternativ til de flydende brændstoffer er der blevet udviklet faste brændstoffer. Et eksempel er den amerikanske anti-ubåds letvægtstorpedo Mk 46, der havde fast brændstof i Model 0 og flydende i Model 1.

### Raketmotorer
I 1870'erne og 1880'erne blev der - især i USA - eksperimenteret en del med torpedoer drevet af raketter. På grund af den korte rækkevidde og ukontrollable styring førte forsøgene ikke til anvendelige torpedoer. I det daværende Sovjetunionen genoptog man imidlertid ideen i 1960'erne og skabte en raketdrevet torpedo, der udnyttede principperne i superkavitation. Kavitation er egentlig en uønsket effekt ved fremdrift i vand, men ved superkavitation skaber man et vakuum omkring torpedoen, der giver mindre vandmodstand og dermed mulighed for langt højere hastigheder. Systemet bruges blandt andet i den russiske VA-111 Shkval torpedo, der også produceres til eksportbrug.

## Styring
For de første selvbevægelige torpedoers vedkommende lå problemet som omtalt i at få dem til at bevæge sig i en lige linje, og alle tidlige torpedoer blev prøveaffyret for at teste, om roret stod korrekt. Indførelsen af gyroskopet i 1890'erne hjalp betydelig på torpedoernes retningsstabilitet. Man brugte to typer installationer af torpedoer:

### Faste torpedoapparater
En af de tidlige teorier omkring anvendelsen af torpedo gik ud på, at dette våben skulle supplere vædderstævnen i en kampsituation. På vej mod vædringen af det fjendtlige skib kunne man affyre en torpedo fra stævnen og dermed få en ekstra mulighed for at sænke modstanderen. En lang række større krigsskibe fik derfor fra 1870'erne installeret faste stævnrør. I de mindre torpedobåde var vædringen uaktuel, men i begge tilfælde "sigtede" man med hele skibet, og på grund af de første torpedoers korte rækkevidde måtte man ret tæt på modstanderen. Faste torpedorør blev ligeledes anvendt i ubåde, og man monterede flere rør sammen, så der kunne affyres salver af torpedoer, med større chance for træffere.

### Drejelige torpedoapparater
I takt med at torpedoernes hastighed og rækkevidde øgedes, blev der udviklet drejelige torpedoapparater, hvor man kunne sigte mod målet med et særligt sigteapparat, hvor man beregnede vinklerne for affyringen i forhold til målets hastighed og kurs, samt torpedoens hastighed. Sigteapparatet var monteret på torpedoapparatet og forsynet med kikkertsigte, så man fik de bedste muligheder for vurdere målets bevægelser. I tiden op mod 2. verdenskrig udviklede de større flådemagter elektromekaniske apparater til beregning af torpedoernes kurs. Et typisk eksempel var den amerikanske Torpedo Director Mark 27. Den var normalt opstillet på kommandobroen af destroyere, én i hver side, og herfra kunne skibets torpedoofficerer udstikke indstillinger til mandskabet ved torpedoapparaterne. De drejelige torpedoapparater havde mellem et og fem torpedorør, og med flere rør fik man mulighed for at affyre salver, og en torpedo director gav mulighed for at affyre flere torpedoapparater ad gangen mod samme mål.

### Torpedomønstre
De to nævnte monteringer affyrede torpedoer, hvis bane var forudbestemt - uden mulighed for ændringer undervejs. For at forbedre træfmulighederne udviklede den tyske flåde i 1942 en torpedotype, FAT (Federapparattorpedo), der var baseret på den elektriske G7e. Med FAT kunne ubådsbesætningerne før affyringen vælge et mønster for torpedoens kurs, hvorefter den med jævne mellemrum skiftede kurs indenfor 180 grader og dækkede et større areal med bedre mulighed for at sænke skibe i konvojer.

### Målsøgende torpedoer
Den næsten lydløse elektriske torpedo gjorde det i slutningen af 1930'erne muligt for tyske forskere at udvikle teknologien bag en målsøgende torpedo, der styrede efter lyden af skibsskruer. Den første torpedo til operationelt brug, G7e T4 ("Falke") var klar i januar 1943 og den blev fulgt af den forbedrede T5 "Zaunkönig". Disse torpedoer gjorde stor skade på den allierede skibsfart, og de blev kopieret og videreudviklet af sejrherrerne efter krigen. I USA havde man kendskab til den tyske forskningsindsats, og i 1940 indledtes et projekt til udvikling af målsøgende torpedoer. Resultatet, Mk 24, var klar i 1943 og sænkede sin første ubåd (U-160) i juli 1943. Der blev produceret 4.000 Mk 24, der af sikkerhedsgrunde ikke blev omtalt som Torpedo Mk 24, men Mine Mk 24. De første målsøgende torpedoer kunne kun lytte, og blev beskrevet som "passive". Under krigen arbejdede både tyske og amerikanske ingeniører på at videreudvikle en "aktiv" målsøgende torpedo, der med sin egen sonar kunne søge efter mål. Ingen af projekterne nåede at blive anvendt inden krigens afslutning, men de dannede grundlag for målsøgende torpedoer i efterkrigsårene.

### Styrbare torpedoer
Som nævnt havde Luppis sejlende sprængladning fra cirka 1860 en primitiv snorestyring, så den kunne dirigeres fra land, men datidens teknologi rakte ikke til at gøre systemet effektivt. Brennans torpedo fra 1879 var et fremskridt, fordi det faktisk blev muligt at styre torpedoen fra land, men systemet var for omfattende til at det kunne installeres på skibe. Under 2. verdenskrig blev der forsket i forskellige styremetoder, og en af dem var trådstyring, der blev afprøvet i den tyske torpedo T 10 "Spinne", der dog ikke nåede ud over forsøgsstadiet. Ideen blev videreført, blandt andet af Royal Navy, der brugte det i sin Mark 23 torpedo fra 1966. I USA blev trådstyringen indført i Mk 39 i 1946 og i de nordiske lande var Sverige foregangsland, blandt andet med torpedoen Torped 14. Danmark byggede sin egen udgave i form af T1-T, som første gang blev brugt i torpedobådene af Falken klassen. I 1970'erne blev der oprettet et fælles nordisk projekt for at forbedre de trådstyrede torpedoer, så de blev målsøgende på den sidste strækning. Et af resultaterne var Torped 613 fra 1986, som i Danmark blev brugt indtil ubådene blev udfaset i 2004.

## Platforme
Torpedoer har i tidens løb været affyret fra land, fra overfladeskibe, fra undervandsbåde og fra fly. En særlig anvendelse har været brugen af bemandede torpedoer.

### Landbaseret
Luppis spængladning var landbaseret og det samme gjaldt Brennans torpedo. Whiteheads torpedo og andre af tilsvarende type, kunne også affyres fra land, og man installerede dem typisk i søforter på steder, der kunne forventes at blive truet af fjendtlige skibe. En af de spektakulære anvendelser af Whiteheads torpedo fra land, var sænkningen af den svære tyske krydser Blücher ved passagen af Oskarsborg fæstning syd for Oslo, 9. april 1940.

### Overfladeskibe
I 1872 afgav en Torpedo Committee under Royal Navy betænkning om, hvordan torpedoer kunne anvendes. Man foreslog fire områder:
- I større overfladeskibe.
- I både, der var ombord på større skibe.
- I hurtige torpedobåde.
- I specialbyggede torpedoskibe.

Alle fire metoder blev benyttet, og torpedoapparater blev i løbet af få år standard på større krigsskibe. Skibenes både (der typisk var bygget af træ) viste sig i praksis at være uegnede til at medtage torpedoer, så i stedet byggede man små torpedobåde, der var beregnet til medtagning på større skibe. De selvstændigt opererende torpedobåde fik deres debut med det norske Rap fra 1873, men dette skib var fik først Whitehead torpedoer i 1879 og var dermed ikke den første "ægte" torpedobåd. Den titel går traditionelt til HMS Lightning fra 1877, der havde to rammeapparater til at sænke torpedoer langs skibssiden og affyre dem derfra. I 1879 fik Lightning i stedet et torpedoapparat på fordækket. Det første skib i Royal Navy, der fik installeret torpedoer var imidlertid det specialbyggede torpedoskib HMS Vesuvius, der blev påbegyndt i 1873 og søsat og afleveret i 1874. Ideen om specialbyggede torpedoskibe slog dog aldrig rigtigt igennem, og i stedet blev der bygget en række mellemstore skibe med en kombination af artilleri og torpedoer.
Der er stadig installeret torpedoer i overfladeskibe, men anvendelsen har skiftet karakter. Torpedoerne i moderne overfladeskibe er typisk rettet mod undervandsbåde og er af en lettere type end de kraftige torpedoer, der blev udviklet til angreb mod større overfladeskibe. Angreb mod overfladeskibe foretages siden 1960'erne i stigende grad med missiler.
For at give torpedoerne længere rækkevidde, fik mange af U.S.Navy's større skibe fra 1960'erne og fremefter installeret systemet ASROC (Anti-Submarine Rocket), og det blev også solgt til andre lande. Et andet eksempel på raketaffyring af torpedoer fra overfladeskibe var det franske Malafon system, der var aktivt 1966-1997.

### Undervandsbåde
Der blev eksperimenteret med undervandsbåde gennem hele det 19. århundrede, men resultaterne var ikke imponerende. Torpedoen var den ene af de to brikker, der manglede i puslespillet. Amerikaneren Allen Hoar beskrev det således:
| Citat | Den selvbevægelige torpedo gav undervandsbåden et våben, hvormed den kunne angribe et andet fartøj uden katastrofale resultater for sig selv .... [og] batteriet skaffede den første effektive metode til at drive fartøjet frem under vandet. | Citat |
|       | |       |

Kombinationen af undervandsbåd og torpedo viste med al tydelighed sin effektivitet under de to verdenskrige, og det er ombord på undervandsbåde, at de kraftige antiskibstorpedoer (nogle gange med atomsprængladninger) stadig findes. Sprængladningerne var i begyndelsen skydebomuld, men i takt med sprængstoffernes udvikling gik man over til Trotyl, Torpex og i dag HBX (High Blast Explosive). Atomsprængladninger har blandt andet været brugt i den amerikanske Mk 45 torpedo, der var i tjeneste 1958-1976.

### Flybaserede torpedoer
Den første affyring af en torpedo fra et fly foregik 28. juli 1914, da et Short Folder søfly fra Royal Naval Air Service afskød en 14" Whitehead torpedo. Fordelen ved den luftbårne torpedo var blandt andet, at man kunne komme til at angribe fjendtlige skibe, som lå i beskyttede (og dermed utilnærmelige) havne. Flybaserede torpedoer blev brugt i begge verdenskrige, men især i 2. verdenskrig blev det en hæmsko, at torpedoen skulle afleveres fra relativ lav højde i en lige kurs mod målet. Det gjorde torpedoflyene sårbare, og efter krigen opgav man efterhånden konceptet. I stedet koncentrerede man sig om bekæmpelse af undervandsbåde via luftbårne torpedoer, og et typisk eksempel var den amerikanske Mk 43 fra 1951. Den var en letvægtstorpedo og kunne anvendes fra såvel fastvingefly som helikoptere.

### Bemandede torpedoer
Under 2. verdenskrig modificerede flere af de krigsførende lande torpedoer, så de kunne bemandes. Den første anvendelse af denne metode foregik allerede under 1. verdenskrig, da to italienske frømænd foretog et vellykket angreb på skibe i havnen i Pola, 1. november 1918. Italienerne genoptog brugen af bemandede torpedoer under under 2. verdenskrig, blandt andet med et angreb på Alexandria i december 1941, hvor tre Maiale (gris) satte de to britiske slagskibe HMS Valiant og HMS Queen Elizabeth ud af spillet i over et år. Britiske specialstyrker brugte ideen i lignende operationer, hvor frømænd transporterede spængladninger ind i havne, siddende på ombyggede torpedoer. Den tyske Kriegsmarine byggede omkring 200 Neger miniubåde, der bestod af to G7e torpedoer. I den ene torpedo var sprængladningen fjernet og der var gjort plads til en mand indeni, og han skulle affyre den anden torpedo mod målet. En mere ekstrem variant var den japanske Kaiten, hvor en type 93 torpedo var ombygget, så en mand kunne sidde indeni og styre torpedoen i et selvmordsangreb. Det lykkedes japanerne at sænke tre amerikanske krigsskibe med dette våben.

## Eksterne links
- Wikimedia Commons har flere filer relateret til Torpedo
- Navy Fact File Torpedoes: Mark 46, Mark 48, Mark 50, officiel beskrivelse af torpedoer fra U.S. Navy (via Internet Archive)
- The US Navy – Fact File: Torpedo - Mark 46 Arkiveret 20. marts 2019 hos  Wayback Machine
- The US Navy – Fact File: Heavyweight Torpedo - Mark 48 Arkiveret 2. juli 2020 hos  Wayback Machine
- The US Navy – Fact File: Torpedo - Mark 50 Arkiveret 2. juli 2020 hos  Wayback Machine
- The US Navy – Fact File: Torpedo - Mark 54 Arkiveret 13. maj 2013 hos  Wayback Machine
- "A History of the Torpedo The Early Days"
- "Torpedo History" Geoff Kirby (1972) Arkiveret 21. oktober 2020 hos  Wayback Machine
- "Development of Rocket Torpedoes" Geoff Kirby (2000) Arkiveret 8. november 2020 hos  Wayback Machine
- Our New Torpedo Bombers To Batter the Axis, September 1942, Popular Science populariseret beskrivelse af torpedoer, affyret fra fly.
- Torture Test For Tin Fishes august 1944, artikel om afprøvning af torpedoer i U.S. Navy.